# Mesoleius pictus
Mesoleius pictus är en stekelart som beskrevs av Carl Gustav Alexander Brischke 1871. Mesoleius pictus ingår i släktet Mesoleius och familjen brokparasitsteklar. Inga underarter finns listade i Catalogue of Life.